# 步軍統領
步軍統領，全稱提督九門步軍巡捕五營統領，俗稱九門提督，是清朝設置統率八旗步軍營及綠營巡捕五營官兵的高級武職官員、將領，主要负责京师守备和治安，类似今天的北京卫戍区司令员兼北京市公安局局长，但职权更大。因職責统管北京内城九座城门（正阳门、崇文门、宣武门、安定门、德胜门、东直门、西直门、朝阳门、阜成门）内外的守卫和门禁，俗稱九門提督；另还负责巡夜、救火、编查保甲、禁令、缉捕、断狱等。品秩初为正二品，後於嘉慶年間升為从一品，由八旗王公大臣出任。

## 沿革
- 清顺治元年（1644年），清兵入关，定都北京，设立了军警合一的军事机构——步軍營與步军统领衙门，以繫京師防務與治安。主官为步军统领，辖制八旗步军及九门官兵，同时节制南北巡捕二营，即绿营马步兵。步军营主要防守内城，按八旗方位防守。巡捕营主要防守外城（也称南城）及郊区的重要地方。
- 顺治十六年（1659年），清廷增设巡捕中营，仍由步军统领衙门主官节制，是为“提督九门步军巡捕三营统领”[1]。
- 乾隆四十六年（1781年），巡捕三营（南、北、中）增設左右二營，共五营，皆由步军统领衙门节制，正式成为“提督九门步军巡捕五营统领”。
- 光緒二十六年（1900年）八国联军攻入北京，设立安民公所，维持治安。八国联军进入北京前的最后一任步军统领是慈禧太后亲信荣禄。次年，清廷仿效联军方式，设“善后协巡营”，后来以德國、日本制度逐步改設巡警制度，改名“巡警总厅”，取代原步军统领衙门的巡捕職權。二十八年（1902年）肃亲王善耆任步军统领，支持军警分离的改革。三十一年（1905年）清廷正式创设巡警部，并开办现代警察学校，培养警察人才。自此，军警编制分离，现代警察制度初步创立。
- 1912年宣統退位後，北洋政府本拟裁撤，趙秉鈞认为其“足补警政所不逮”，乃托言事关旗制，遂付缓议。其后又以心腹江朝宗担任统领，机构反而扩大，权力日增。“京师每有意外事，警力不敷弹压，则步军出而维持秩序。”更名为“京师步军统领衙门”，辖左右翼总兵。1924年11月最终裁撤。

## 歷任步軍統領
| 人名     | 任職日期 | 卸任日期                 | 旗籍                     | 爵位                           | 前(兼)任官職                                                                                                   | 後任官職                                           | 備註                                                                                                   |
| -------- | --- | ------------------------ | ------------------------ | ------------------------------ | --- | -------------------------------------------------- | --- |
| 費揚古   | 康熙十五年 | 康熙二十三年二月十六日   | 正黃旗滿洲               | 騎都尉兼一雲騎尉               | 內大臣 | 休致                                               | 孝敬憲皇后父，追封一等承恩公                                                                           |
| 麻勒吉   | 康熙二十三年二月二十九日 | 康熙二十八年             | 正黃旗滿洲               |                                | 兵部督捕右理事官                                                                                               | 卒於任上                                           | 後因妄報戰況，追革官職                                                                                 |
| 開音布   | 康熙二十八年四月初十日 | 康熙四十一年閏六月初二日 | 正白旗滿洲               |                                | 戶部右侍郎正白旗滿洲副都統                                                                                     | 卒於任上                                           | 三十五年後兼兵部尚書、都統                                                                             |
| 託合齊   | 康熙四十一年六月初三日 | 康熙五十年十月二十日     | 正白旗滿洲               |                                | 正白旗蒙古副都統                                                                                               | 因病休致                                           | 允祹舅。後因罪處死                                                                                     |
| 隆科多   | 康熙五十年十月二十日署 十一月初七日實授 | 雍正二年十一月十三日     | 正白旗滿洲               | 六十一年封一等公兼一等輕車都尉 | 一等侍衛 | 解任                                               | 五十九年後歷兼理藩院尚書、吏部尚書                                                                     |
| 袞泰     | 康熙六十一年十一月二十五日署 |                          |                          |                                | 步軍營右翼總尉                                                                                                 |                                                    | |
| 綽奇     | 雍正二年十一月十三日署 | 雍正二年十二月十四日     | 正紅旗滿洲               |                                | 鑲藍旗滿洲副都統鑲藍旗護軍統領                                                                                 | 盛京將軍                                           | |
| 阿齊圖   | 雍正二年十二月十四日署 三年正月二十四日實授 | 雍正十年四月十九日       | 鑲黃旗滿洲               |                                | 鑲白旗蒙古副都統                                                                                               | 革職                                               | |
| 莽鵠立   | 雍正九年七月初八日署 |                          | 鑲黃旗滿洲               |                                | 正藍旗蒙古都統軍機大臣                                                                                         |                                                    | |
| 鄂爾奇   | 雍正十年閏五月初七日署 |                          | 鑲藍旗滿洲               |                                | 兵部尚書議政大臣                                                                                               |                                                    | |
| 莽鵠立   | 雍正十一年二月初六日署 |                          | 鑲黃旗滿洲               |                                | 鑲白旗滿洲都統軍機大臣火器營總統大臣                                                                           |                                                    | |
| 鄂善     | 雍正十一年九月二十日署 十二年九月十九日實授 | 乾隆六年                 | 鑲黃旗滿洲               |                                | 吏部左侍郎 | 革職，賜自盡                                       | 任內升兵部尚書、正藍旗滿洲都統、議政大臣。                                                             |
| 舒赫德   | 乾隆六年三月二十五日 | 乾隆十九年七月二十九日   | 正白旗滿洲               |                                | 兵部左侍郎 | 革職                                               | 任內升尚書、都統、軍機大臣、議政大臣                                                                   |
| 哈達哈   | 乾隆十三年十二月初九日署 |                          | 鑲黃旗滿洲               | 三等信勇公                     | 鑾儀衛掌衛事大臣工部尚書議政大臣                                                                               |                                                    | |
| 阿克敦   | 乾隆十四年七月初六日署 |                          | 正藍旗滿洲               |                                | 刑部尚書鑲白旗漢軍都統協辦大學士議政大臣                                                                       |                                                    | |
| 阿克敦   | 乾隆十五年十二月初九日暫兼管 |                          | 正藍旗滿洲               |                                | 刑部尚書鑲白旗漢軍都統協辦大學士議政大臣                                                                       |                                                    | |
| 哈達哈   | 乾隆十六年九月二十一日暫兼管 |                          | 鑲黃旗滿洲               | 三等信勇公                     | 鑾儀衛掌衛事大臣工部尚書議政大臣                                                                               |                                                    | |
| 雅爾圖   | 乾隆十七年二月初九日署 |                          | 鑲黃旗蒙古               |                                | 兵部左侍郎正紅旗滿洲副都統                                                                                     |                                                    | |
| 兆惠     | 乾隆十七年三月初八日署 |                          | 正黃旗滿洲               |                                | 戶部左侍郎正黃旗護軍統領軍機大臣                                                                               |                                                    | |
| 哈達哈   | 乾隆十八年四月十一日署 |                          | 鑲黃旗滿洲               | 三等信勇公                     | 鑾儀衛掌衛事大臣工部尚書議政大臣                                                                               | 丁憂                                               | |
| 雅爾圖   | 乾隆十八年八月初三日署 |                          | 鑲黃旗蒙古               |                                | 兵部左侍郎正紅旗滿洲副都統                                                                                     |                                                    | |
| 阿里袞   | 乾隆十九年七月二十九日 | 乾隆三十四年十一月初七日 | 鑲黃旗滿洲               | 二十四年封一等果毅公           | 戶部右侍郎 | 卒於任上                                           | 任內歷兼尚書、都統、軍機大臣、領侍衛內大臣、御前大臣、協辦大學士                                       |
| 傅恒     | 乾隆二十一年五月初六日署 |                          | 鑲黃旗滿洲               | 一等忠勇公                     | 保和殿大學士領侍衛內大臣鑾儀衛掌衛事大臣軍機大臣議政大臣總管內務府大臣                                         |                                                    | |
| 舒赫德   | 乾隆二十八年五月初七日署 |                          | 正白旗滿洲               |                                | 刑部尚書 |                                                    | |
| 舒赫德   | 乾隆二十九年七月初五日署 |                          | 正白旗滿洲               |                                | 刑部尚書 |                                                    | |
| 傅恒     | 乾隆三十年六月初六日署 |                          | 鑲黃旗滿洲               | 一等忠勇公                     | 保和殿大學士領侍衛內大臣鑾儀衛掌衛事大臣軍機大臣議政大臣總管內務府大臣                                         | 經略雲南軍務                                       | |
| 舒赫德   | 乾隆三十一年二月初三日署 |                          | 正白旗滿洲               |                                | 刑部尚書 | 署陝甘總督                                         | |
| 託恩多   | 乾隆三十一年二月初七日署 |                          | 鑲紅旗滿洲               |                                | 吏部尚書正黃旗滿洲都統議政大臣                                                                                 |                                                    | |
| 舒赫德   | 乾隆三十三年正月十九日署 |                          | 正白旗滿洲               |                                | 刑部尚書 | 都統銜烏什辦事大臣                                 | |
| 託恩多   | 乾隆三十三年二月二十八日署 |                          | 鑲紅旗滿洲               |                                | 吏部尚書正黃旗滿洲都統議政大臣                                                                                 |                                                    | |
| 福隆安   | 乾隆三十三年十一月十一日署 三十四年十一月初七日實授 | 乾隆四十一年十月初一日   | 鑲黃旗滿洲               | 和碩額駙一等忠勇公             | 工部尚書鑾儀衛掌衛事大臣軍機大臣議政大臣                                                                       | 御前大臣兵部尚書領侍衛內大臣正白旗滿洲都統議政大臣 | |
| 英廉     | 乾隆三十四年七月初四日署 三十四年九月二十二日署 三十五年二月十四日署 三十五年五月初六日署 三十五年七月十三日署 三十六年正月二十九日署 三十七年五月十三日署 三十八年四月二十七日署 |                          | 內務府鑲黃旗旗鼓佐領     |                                | 戶部左侍郎 |                                                    | |
| 豐昇額   | 乾隆四十一年十月初一日 | 乾隆四十二年             | 鑲黃旗滿洲               | 一等果毅繼勇公                 | 御前大臣兵部尚書領侍衛內大臣正藍旗漢軍都統軍機大臣總管內務府大臣                                               | 卒於任上                                           | |
| 英廉     | 乾隆四十二年三月十五日署 四十二年九月初二日署 |                          | 內務府鑲黃旗旗鼓佐領     |                                | 戶部尚書協辦大學士正黃旗滿洲都統議政大臣                                                                       |                                                    | |
| 和珅     | 乾隆四十二年十月初六日 | 嘉慶四年正月初八日       | 正紅旗滿洲               | 三等輕車都尉晉封一等忠襄公     | 戶部左侍郎鑲黃旗滿洲副都統軍機大臣總管內務府大臣                                                               | 革職，賜自盡                                       | 任內歷兼御前大臣、尚書、都統、議政大臣、領侍衛內大臣、文華殿大學士、圓明園八旗內務府三旗護軍營總統大臣 |
| 英廉     | 乾隆四十四年五月初四日署 四十六年正月二十一日署 四十七年三月初一日署 |                          | 內務府鑲黃旗滿洲旗鼓佐領 |                                | 東閣大學士正黃旗滿洲都統議政大臣                                                                               |                                                    | |
| 福隆安   | 乾隆四十八年正月二十三日署 四十八年五月初二日署 |                          | 鑲黃旗滿洲               | 和碩額駙一等忠勇公             | 御前大臣兵部尚書鑾儀衛掌衛事大臣領侍衛內大臣正白旗滿洲都統軍機大臣議政大臣                                     |                                                    | |
| 宗室綿恩 | 乾隆四十九年正月十四日署 五十四年五月二十一日署 六十年六月二十日署 |                          | 正藍旗滿洲               | 定郡王                         | 領侍衛內大臣鑲紅旗滿洲都統左翼前鋒統領虎槍營總統大臣火器營掌印總統大臣圓明園八旗內務府三旗護軍營總統大臣       |                                                    | |
| 金簡     | 乾隆五十六年五月十三日署 |                          | 內務府正黃旗高麗佐領     |                                | 工部尚書鑲黃旗漢軍都統總管內務府大臣                                                                           |                                                    | |
| 宗室綿恩 | 嘉慶四年正月初八日 | 嘉慶四年六月初二日       | 正藍旗滿洲               | 定親王                         | 左宗正領侍衛內大臣鑲白旗滿洲都統左翼前鋒統領虎槍營總統大臣火器營掌印總統大臣圓明園八旗內務府三旗護軍營總統大臣 | 解任                                               | |
| 布彥達賚 | 嘉慶四年六月初二日 | 嘉慶六年正月初四日       | 鑲黃旗滿洲               | 一等子                         | 兵部左侍郎領侍衛內大臣鑾儀使鑲藍旗護軍統領                                                                     | 卒於任上                                           | 兼御前大臣、鑾儀衛掌衛事大臣、總管內務府大臣，後升戶部尚書                                             |
| 明安     | 嘉慶六年正月初四日 | 嘉慶七年正月二十三日     | 鑲黃旗滿洲               | 一等果毅繼勇公                 | 工部左侍郎鑾儀使正白旗滿洲副都統鑲藍旗護軍統領                                                                 | 革職拿問                                           | 兼正紅旗蒙古都統、管理上駟院事務大臣                                                                   |
| 宗室祿康 | 嘉慶七年正月二十四日 | 嘉慶十一年十一月十七日   | 正藍旗滿洲               |                                | 刑部尚書正黃旗漢軍都統                                                                                         | 解任，升東閣大學士管理戶部                         | 兼鑲白旗滿洲都統、協辦大學士、戶部尚書、內大臣                                                         |
| 恭阿拉   | 嘉慶七年十一月初四日署 |                          | 鑲黃旗滿洲               | 一等承恩侯                     | 左都御史正黃旗漢軍都統步軍營左翼總兵                                                                           |                                                    | |
| 文寧     | 嘉慶十一年十一月十七日 | 嘉慶十三年五月初九日     | 正紅旗滿洲               |                                | 工部右侍郎正藍旗滿洲副都統                                                                                     | 革職，賞給編修                                     | 兼鑲白旗蒙古都統、總管內務府大臣                                                                       |
| 宗室宜興 | 嘉慶十三年五月初九日 | 嘉慶十四年正月二十三日   | 鑲紅旗滿洲               |                                | 左都御史正藍旗滿洲都統總管內務府大臣                                                                           | 卒於任上                                           | |
| 宗室祿康 | 嘉慶十四年正月二十三日 | 嘉慶十六年六月初七日     | 正藍旗滿洲               |                                | 東閣大學士內大臣鑲白旗滿洲都統                                                                                 | 降正黃旗漢軍副都統                                 | |
| 吉綸     | 嘉慶十六年六月十一日 | 嘉慶十八年九月十六日     | 鑲藍旗滿洲               |                                | 理藩院右侍郎正黃旗蒙古副都統步軍營右翼總兵                                                                     | 革職                                               | 兼工部尚書、鑲白旗漢軍都統                                                                             |
| 英和     | 嘉慶十八年九月十六日 | 道光七年二月二十六日     | 內務府正白旗滿洲佐領     |                                | 內閣學士鑲藍旗滿洲副都統步軍營右翼總兵總管內務府大臣                                                           | 解任                                               | 兼工部尚書、正藍旗漢軍都統                                                                             |
| 伯麟     | 道光元年十月十三日署 二年正月初十日署 二年三月初二日署 |                          | 正黃旗滿洲               |                                | 體仁閣大學士正紅旗漢軍都統                                                                                     |                                                    | |
| 英惠     | 道光二年閏三月二十日護 |                          | 鑲紅旗滿洲               |                                | 步軍營左翼總兵正紅旗漢軍副都統                                                                                 |                                                    | |
| 宗室綿課 | 道光三年二月二十一日署 三年三月初五日署 三年六月初九日署 五年八月十六日署 |                          | 鑲紅旗滿洲               | 莊郡王                         | 宗令領侍衛內大臣                                                                                               |                                                    | |
| 玉麟     | 道光三年四月十五日署 三年八月十九日署 四年四月二十六日署 四年閏七月十五日署 六年三月初二日署                                                                                      |                          | 正黃旗滿洲               |                                | 正白旗蒙古都統禮部尚書                                                                                         |                                                    | |
| 穆彰阿   | 道光七年二月二十六日 | 道光七年五月十二日       | 鑲藍旗滿洲               |                                | 工部尚書總管內務府大臣                                                                                         | 軍機大臣鑲白旗漢軍都統                             | 仍兼工部尚書                                                                                           |
| 宗室耆英 | 道光七年三月二十四日署 七年五月十二日授 | 道光十六年九月二十九日   | 正藍旗滿洲               |                                | 戶部右侍郎步軍營左翼總兵總管內務府大臣                                                                         | 革職，降補侍郎                                     | 任內升尚書、都統                                                                                       |
| 穆彰阿   | 道光七年十二月二十六日署 九年三月二十一日署 十年五月初七日署 十五年二月十一日署 十六年六月二十五日署                                                                              |                          | 鑲藍旗滿洲               |                                | 工部尚書軍機大臣總管內務府大臣                                                                                 |                                                    | |
| 宗室奕經 | 道光八年七月初七日署 |                          | 鑲紅旗滿洲               | 已革二等輔國將軍               | 工部左侍郎正白旗滿洲副都統鑲黃旗護軍統領                                                                       |                                                    | |
| 長齡     | 道光十年二月十五日署 十五年三月初六日署 |                          | 正白旗蒙古               | 二等威勇公                     | 御前大臣太保文華殿大學士領侍衛內大臣健銳營總統大臣                                                             |                                                    | |
| 桂輪     | 道光十六年正月二十一日護 十六年三月初七日護 |                          | 正白旗蒙古               |                                | 吏部左侍郎左翼前鋒統領步軍營左翼總兵                                                                           |                                                    | |
| 宗室奕經 | 道光十六年九月二十九日 | 道光二十二年十月二十日   | 鑲紅旗滿洲               | 已革二等輔國將軍               | 盛京將軍 | 革職                                               | 兼授吏部尚書、正紅旗漢軍都統                                                                           |
| 隆文     | 道光二十年六月二十六日署 |                          | 正紅旗滿洲               |                                | 戶部尚書軍機大臣健銳營總統大臣圓明園八旗內務府三旗護軍營總統大臣                                               |                                                    | |
| 宗室恩桂 | 道光二十一年九月初五日署 |                          | 鑲藍旗滿洲               |                                | 理藩院尚書正黃旗漢軍都統總管內務府大臣                                                                         |                                                    | |
| 宗室恩桂 | 道光二十二年十月二十日授 | 道光二十八年二月初八日   | 鑲藍旗滿洲               |                                | 禮部尚書正黃旗漢軍都統總管內務府大臣                                                                           | 卒於任上                                           | 調吏部尚書                                                                                             |
| 穆彰阿   | 道光二十三年十一月初十日署 二十四年四月初四日署 二十六年九月二十一日署 |                          | 鑲藍旗滿洲               |                                | 太子太保文華殿大學士軍機大臣                                                                                   |                                                    | |
| 賽尚阿   | 道光二十八年正月初七日署 |                          | 正藍旗蒙古               |                                | 戶部尚書軍機大臣正黃旗滿洲都統                                                                                 |                                                    | |
| 文慶     | 道光二十八年二月初八日 | 道光三十年七月二十六日   | 鑲紅旗滿洲               |                                | 兵部尚書軍機大臣                                                                                               | 革職                                               | 調吏部尚書，兼總管內務府大臣、翰林院掌院學士                                                           |
| 賽尚阿   | 道光三十年六月十二日署 三十年七月二十六日授 | 咸豐二年九月初四日       | 正藍旗蒙古               |                                | 戶部尚書協辦大學士軍機大臣                                                                                     | 革職查辦                                           | 任內升文華殿大學士                                                                                     |
| 柏葰     | 道光三十年十一月初二日署 咸豐元年三月初九日署 |                          | 正藍旗蒙古               |                                | 吏部尚書翰林院掌院學士鑲白旗蒙古都統總管內務府大臣                                                             |                                                    | |
| 宗室載銓 | 咸豐元年五月十三日署 |                          | 正藍旗滿洲               | 定郡王                         | 宗令領侍衛內大臣鑲藍旗滿洲都統健銳營總統大臣                                                                   |                                                    | |
| 宗室端華 | 咸豐元年九月初六日署 |                          | 鑲藍旗滿洲               | 鄭親王                         | 御前大臣領侍衛內大臣                                                                                           |                                                    | |
| 花沙納   | 咸豐二年二月十四日署 |                          | 正黃旗蒙古               |                                | 左都御史鑲藍旗漢軍都統                                                                                         |                                                    | |
| 宗室奕經 | 咸豐二年八月二十七日署 |                          | 鑲紅旗滿洲               | 已革二等輔國將軍               | 刑部右侍郎鑲黃旗漢軍副都統                                                                                     |                                                    | |
| 宗室載銓 | 咸豐二年九月初四日 | 咸豐三年正月二十七日     | 正藍旗滿洲               | 定郡王                         | 宗令領侍衛內大臣鑲藍旗滿洲都統健銳營總統大臣                                                                   |                                                    | |
| 宗室奕經 | 咸豐二年九月十六日署 |                          | 鑲紅旗滿洲               | 已革二等輔國將軍               | 刑部右侍郎鑲黃旗漢軍副都統                                                                                     |                                                    | |
| 花沙納   | 咸豐三年正月二十七日 | 咸豐三年九月十一日       | 正黃旗蒙古               |                                | 左都御史鑲藍旗漢軍都統                                                                                         | 工部尚書                                           | |
| 聯順     | 咸豐三年九月十一日 | 咸豐七年六月二十六日     | 鑲黃旗滿洲               |                                | 左都御史御前侍衛圓明園八旗內務府三旗護軍營總統大臣                                                             | 解任查辦                                           | 任內升都統、理藩院尚書                                                                                 |
| 宗室文彩 | 咸豐七年六月二十六日 | 咸豐八年四月二十一日     | 鑲白旗滿洲               |                                | 工部尚書鑲白旗漢軍都統總管內務府大臣                                                                           | 工部尚書鑲白旗漢軍都統總管內務府大臣               | 任內仍兼原職                                                                                           |
| 宗室端華 | 咸豐八年三月初七日署 咸豐八年四月二十一日授 | 咸豐十一年               | 鑲藍旗滿洲               | 鄭親王                         | 右宗正御前大臣領侍衛內大臣鑲藍旗漢軍都統健銳營總統大臣                                                         | 革職，賜自盡                                       | 任內仍兼原職                                                                                           |
| 人員     | 任職日期 | 卸任日期                 | 旗籍                     | 爵位                           | 前(兼)任官職                                                                                                   | 後任官職                                           | 備註                                                                                                   |